# Dötlingen
Dötlingen er en by med omkring 6.070 indbyggere beliggende centralt i Landkreis Oldenburg i den tyske delstat Niedersachsen.

## Geografi
Floden Hunte løber gennem kommunen som ligger i Naturpark Wildeshauser Geest. Større landsbyer i kommunen er Aschenstedt, Brettorf, Dötlingen og Neerstedt; Kommunens administration ligger i Neerstedt.

### Arealfordeling
Kommunen har et areal på 10.184 ha hvoraf 2.132 ha er skov, 6.684 ha landbrugsområder, 108 ha vandarealer, 695 ha erhvervs- og boligområder, 433 ha gader og veje og 71 ha rekreationsarealer.

### Nabokommuner
Dötlingen har fem nabokommuner, mod nord grænser den til kommunen Hatten, mod nordøst til Ganderkesee, mos sydøst til Prinzhöfte, mod sydvest til byen Wildeshausen og mod vest til kommunenGroßenkneten.

### Inddeling
I Dötlingen ligger disse landsbyer og bebyggelser (indb. i parentes, pr. 30. juni 2011): Altona (24 indbyggere), Aschenstedt (692), Barel (110), Brettorf (875), Busch (127), Dötlingen (1.473), Geveshausen (89), Grad (44), Haidhäuser (27), Hockensberg (486), Iserloy (28), Klattenhof (141), Neerstedt (1.401), Nuttel (90), Ohe (41), Ostrittrum (291), Rhade (108), Uhlhorn (44) og Wehe (81).